# Coppa Svizzera 1972-1973
La Coppa Svizzera 1972-1973 è stata la 48ª edizione della manifestazione calcistica. È iniziata il 3 settembre 1972 e si è conclusa il 23 aprile 1973. Questa edizione della coppa vide la vittoria finale del Zurigo.

## Squadre partecipanti

### 1º Turno Eliminatorio
| Squadra 1                     | Risultato     | Squadra 2             |
| ----------------------------- | ------------- | --------------------- |
| 3 settembre 1972              |               |                       |
| Aesch                         | 1 - 3         | Langenthal            |
| Armonia Lugano                | 2 - 1(d.t.s.) | Bodio                 |
| ASI Audax-Friul Neuchâtel     | 3 - 4(d.t.s.) | Beauregard            |
| Beringen                      | 0 - 2         | Wil                   |
| Bettlach                      | 4 - 0         | Bözingen 34           |
| Bischofszell                  | 4 - 1         | Tössfeld              |
| Blue Stars Zurigo             | 3 - 0         | Adliswil              |
| Brugg                         | 1 - 6         | Chur                  |
| Central Friburgo              | 5 - 2         | Courtepin             |
| Concordia Basilea             | 2 - 3         | Kleinhüningen         |
| Couvet                        | 0 - 1         | Sainte-Croix/La Sagne |
| Delémont                      | 2 - 1         | Trimbach              |
| Derendingen                   | 1 - 0         | Aurore Bienne         |
| Fétigny                       | 0 - 1         | Yverdon               |
| Frauenfeld                    | 3 - 0         | Rheineck              |
| Glarus                        | 2 - 1         | Uster                 |
| Gossau                        | 3 - 1         | Oberwinterthur        |
| Ibach                         | 1 - 2         | SC Zugo               |
| Kriens                        | 5 - 0         | Giubiasco             |
| Laufen                        | 6 - 2(d.t.s.) | Breite Basilea        |
| Le Locle-Sports               | 1 - 2         | Dürrenast             |
| Locarno                       | 5 - 0         | Losone Sportiva       |
| Meyrin                        | 1 - 2         | Urania Ginevra        |
| Minerva Berna                 | 2 - 1         | Deitingen             |
| Nordstern                     | 2 - 3(d.t.s.) | Olten                 |
| Obergeissenstein              | 2 - 0         | Perlen                |
| Orbe                          | 0 - 1         | Fontainemelon         |
| Porrentruy                    | 2 - 1         | Moutier               |
| Raron                         | 3 - 1         | Assens                |
| Soletta                       | 3 - 1         | Lyss                  |
| Stade Nyonnais                | 1 - 3         | Renens                |
| Stäfa                         | 1 - 0         | Dietikon              |
| Star Sécheron                 | 0 - 1         | Monthey               |
| Thun                          | 2 - 1         | Köniz                 |
| Vaduz                         | 2 - 3         | Landquart             |
| Vernayaz                      | 1 - 0         | Sierre                |
| Wohlen                        | 0 - 3         | Emmenbrücke           |
| Zähringia Berna               | 0 - 4         | Berna                 |
| Baden                         | 1 - 1(d.t.s.) | Glattbrugg            |
| Crissier                      | 1 - 1(d.t.s.) | Vernier               |
| Gambarogno-Contone            | 0 - 0(d.t.s.) | Rapid Lugano          |
| Red Star Zurigo               | 1 - 1(d.t.s.) | Albisrieden           |
| Turgi                         | 3 - 3(d.t.s.) | Dübendorf             |
| Uzwil                         | 4 - 4(d.t.s.) | Sciaffusa             |
| 6 settembre 1972(Ripetizioni) |               |                       |
| Albisrieden                   | 2 - 0         | Red Star Zurigo       |
| Dübendorf                     | 1 - 1(d.t.s.) | Turgi                 |
| Glattbrugg                    | 0 - 3         | Baden                 |
| Rapid Lugano                  | 0 - 2         | Gambarogno-Contone    |
| Sciaffusa                     | 3 - 4         | Uzwil                 |
| Vernier                       | 2 - 0         | Crissier              |

### 2º Turno Eliminatorio
| Squadra 1                      | Risultato     | Squadra 2             |
| ------------------------------ | ------------- | --------------------- |
| 17 settembre 1972              |               |                       |
| Albisrieden                    | 1 - 2         | Blue Stars Zurigo     |
| Beauregard                     | 1 - 4         | Central Friburgo      |
| Bischofszell                   | 0 - 2         | Uzwil                 |
| Derendingen                    | 4 - 0         | Langenthal            |
| Fontainemelon                  | 7 - 1         | Sainte-Croix/La Sagne |
| Frauenfeld                     | 0 - 1         | Chur                  |
| Glarus                         | 3 - 2(d.t.s.) | Landquart             |
| Thun                           | 3 - 2(d.t.s.) | Raron                 |
| Laufen                         | 2 - 1         | Porrentruy            |
| Locarno                        | 4 - 0         | Armonia Lugano        |
| Minerva Berna                  | 1 - 5         | Berna                 |
| Obergeissenstein               | 1 - 3         | Kriens                |
| Thun                           | 3 - 2(d.t.s.) | Raron                 |
| Turgi                          | 3 - 2(d.t.s.) | SC Zugo               |
| Soletta                        | 3 - 2         | Dürrenast             |
| Stäfa                          | 1 - 2         | Baden                 |
| Vernier                        | 2 - 1(d.t.s.) | Urania Ginevra        |
| Wil                            | 4 - 1(d.t.s.) | Gossau                |
| Yverdon                        | 3 - 0         | Renens                |
| Bettlach                       | 1 - 1(d.t.s.) | Delémont              |
| Gambarogno-Contone             | 0 - 0(d.t.s.) | Emmenbrücke           |
| Kleinhüningen                  | 2 - 2(d.t.s.) | Olten                 |
| Vernayaz                       | 0 - 0(d.t.s.) | Monthey               |
| 21 settembre 1972(Ripetizione) |               |                       |
| Monthey                        | 1 - 2         | Vernayaz              |
| 24 settembre 1972(Ripetizione) |               |                       |
| Olten                          | 5 - 3         | Kleinhüningen         |
| 26 settembre 1972(Ripetizione) |               |                       |
| Delémont                       | 2 - 1         | Bettlach              |
| 1 ottobre 1972(Ripetizione)    |               |                       |
| Emmenbrücke                    | 2 - 3         | Gambarogno-Contone    |

### Trentaseiesimi di Finale
| Squadra 1          | Risultato | Squadra 2         |
| ------------------ | --------- | ----------------- |
| 7 ottobre 1972     |           |                   |
| Bellinzona         | 1 - 0     | Baden             |
| Bienne             | 5 - 1     | Soletta           |
| Brühl              | 2 - 1     | Wil               |
| Chênois            | 3 - 1     | Yverdon           |
| Étoile Carouge     | 5 - 2     | Vernier           |
| Gambarogno-Contone | 1 - 4     | Aarau             |
| Lucerna            | 18 - 1    | Glarus            |
| Mendrisio          | 1 - 2     | Kriens            |
| Neuchâtel Xamax    | 2 - 0     | Central Friburgo  |
| Vevey              | 3 - 0     | Fontainemelon     |
| Wettingen          | 3 - 1     | Turgi             |
| Young Fellows      | 3 - 0     | Chur              |
| 8 ottobre 1972     |           |                   |
| Berna              | 2 - 0     | Thun              |
| Laufen             | 1 - 2     | Derendingen       |
| Locarno            | 0 - 1     | Blue Stars Zurigo |
| Olten              | 0 - 2     | Delémont          |
| Uzwil              | 2 - 1     | Buochs            |
| Vernayaz           | 1 - 4     | Martigny          |

### Sedicesimi di Finale
| Squadra 1       | Risultato     | Squadra 2         |
| --------------- | ------------- | ----------------- |
| 5 novembre 1972 |               |                   |
| Aarau           | 2 - 3(d.t.s.) | Winterthur        |
| Basilea         | 6 - 0         | Martigny          |
| Bellinzona      | 1 - 4         | Zurigo            |
| Berna           | 0 - 6         | Servette          |
| Chiasso         | 3 - 0         | Kriens            |
| Delémont        | 0 - 2         | Bienne            |
| Derendingen     | 1 - 4         | Friburgo          |
| Étoile Carouge  | 4 - 0         | La Chaux-de-Fonds |
| Grasshoppers    | 4 - 1         | Young Fellows     |
| Lugano          | 2 - 4         | Lucerna           |
| Neuchâtel Xamax | 0 - 2         | Losanna           |
| San Gallo       | 0 - 1         | Wettingen         |
| Sion            | 2 - 0         | Chênois           |
| Uzwil           | 2 - 1         | Brühl             |
| Vevey           | 5 - 1         | Grenchen          |
| Young Boys      | 3 - 0         | Blue Stars Zurigo |

### Ottavi di Finale
| Squadra 1                     | Risultato     | Squadra 2      |
| ----------------------------- | ------------- | -------------- |
| 26 novembre 1972              |               |                |
| Chiasso                       | 4 - 0         | Wettingen      |
| Friburgo                      | 1 - 2         | Bienne         |
| Grasshoppers                  | 5 - 1         | Vevey          |
| Sion                          | 2 - 1         | Servette       |
| Uzwil                         | 0 - 2         | Winterthur     |
| Young Boys                    | 0 - 4         | Basilea        |
| Zurigo                        | 2 - 1         | Losanna        |
| Étoile Carouge                | 0 - 0(d.t.s.) | Lucerna        |
| 29 novembre 1972(Ripetizione) |               |                |
| Lucerna                       | 0 - 2         | Étoile Carouge |

### Quarti di Finale
| Squadra 1 | Totale | Squadra 2      | Andata         | Ritorno        |
| --------- | ------ | -------------- | -------------- | -------------- |
|           |        |                | 10 dicembre 72 | 17 dicembre 72 |
| Bienne    | 2 - 1  | Grasshoppers   | 1 - 1          | 1 - 0          |
| Chiasso   | 3 - 7  | Basilea        | 0 - 2          | 3 - 5          |
| Sion      | 2 - 4  | Winterthur     | 1 - 2          | 1 - 2          |
| Zurigo    | 5 - 1  | Étoile Carouge | 1 - 1          | 4 - 0          |

### Semifinali
| Squadra 1  | Totale | Squadra 2 | Andata      | Ritorno       |
| ---------- | ------ | --------- | ----------- | ------------- |
|            |        |           | 25 marzo 73 | 28 marzo 73   |
| Bienne     | 1 - 6  | Basilea   | 0 - 1       | 1 - 5         |
| Winterthur | 2 - 3  | Zurigo    | 1 - 1       | 1 - 2(d.t.s.) |

### Finale
| Arbitro: | Keller (Kehrsatz) |

| |            | |
| Marti 92’ Kunzly 101’                                                                                               | Marcatori  | |
| Grob Heer Münch Bionda Zigerlig Martinelli (76' Marti) Stierli Kuhn Brunnenmeier Kunzly Jeandupeux (91' Rutschmann) | Formazioni | Kunz Ramseier Siegenthaler Mundschin Fischli (27' Kiefer) Odermatt Hasler Stohler Balmer (76' Riner) Hitzfeld Demarmels |
| Konietzka | Allenatori | Benthaus |